# Johann Simon Schiele
Johann Simon Schiele (* im 18. Jahrhundert; † im 19. Jahrhundert) war ein Kaufmann und Politiker der Freien Stadt Frankfurt.

## Leben
Schiele lebte als Kaufmann in Frankfurt am Main.
Er gehörte von 1818, 1820 und von 1826 bis 1827 dem Gesetzgebenden Körper der Freien Stadt Frankfurt an. Daneben war er von [1815] bis 1832 Mitglied der Ständigen Bürgerrepräsentation der Freien Stadt Frankfurt und von 1818 bis 1832 des Stadtrechnungsrevisionskollegs der Ständigen Bürgerrepräsentation der Freien Stadt Frankfurt.
Nach der Revolution von 1848/1849 in der Freien Stadt Frankfurt war er von 1848 bis 1849 Mitglied der Verfassunggebenden Versammlung der Freien Stadt Frankfurt.